# 天鵝座X
天鵝座X是在星座天鹅座北部的一顆變星，英文縮寫為X Cyg。這是一顆仙王座δ型變星，其視星等的亮度範圍從5.85到6.91的，週期為16.386332天。在最亮的時候，這顆恆星肉眼隱約可見。根據視差的量測，到這顆恆星的距離約為628光年。它正以8.1km/s的徑向速度遠離我們。這顆恆星很可能是疏散星團魯普雷希特173的成員。
這顆恆星的變星光度是由小賽斯·卡羅·錢德勒於1886年發現的。在1907年，埃德溫·布蘭特·弗羅斯特表明，天鵝座X是一顆F型恆星，具有不同的徑向速度，其行為類似於仙王座δ變星。米歇爾·路易澤在1912年發現，這種變化的週期為16.38543天。在1919年，弗蘭克·克雷格·喬丹確定恆星的色指數在每個週期中都會發生變化，隨著恆星變暗而變紅。它被確定為滿足簡單周光關係的基準恆星類別經典造父變星的成員。
在1954年，羅伯特·克拉夫特在峰值亮度下發現其恆星分類為F7-Ib，與F型超巨星的光譜相匹配。這顆恆星的光譜類型在脈動週期中變化，在最小亮度下低至G8 Ib。在1956年，克拉夫特發現某些譜線加倍，他解釋說這是由於之前的脈動週期中，物質殼下落與光球碰撞的結果。與大多數造父變星在每個週期經歷一次衝擊不同，天鹅座X被發現經歷了一次雙重衝擊。
現時還沒有發現軌道週期在十年或更短的伴星。這顆恆星顯示出卷雲，並初步證明了紅外的長期發射。

## 進階讀物
- Wallerstein, G.;  et al, , Publications of the Astronomical Society of the Pacific, September 2019, 131 (1003): 094203, Bibcode:2019PASP..131i4203W, S2CID 201259492, doi:10.1088/1538-3873/ab1ec2 .
- Meyer, Ralf, , Open European Journal on Variable Stars, December 2005, 13: 1, Bibcode:2005OEJV...13....1M.
- Turner, David G., , The Astronomical Journal, July 1998, 116 (1): 274–283, Bibcode:1998AJ....116..274T, S2CID 123331380, doi:10.1086/300438 .
- Wallerstein, G.;  et al, , Publications of the Astronomical Society of the Pacific, August 1984, 96: 613–617, Bibcode:1984PASP...96..613W, S2CID 120641485, doi:10.1086/131392.
- Evans, N. R., , Astrophysical Journal, June 1984, 281: 760–765, Bibcode:1984ApJ...281..760E, doi:10.1086/162154 .
- Wallerstein, G., , Publications of the Astronomical Society of the Pacific, July 1983, 95: 422–426, Bibcode:1983PASP...95..422W, S2CID 122893194, doi:10.1086/131187 .
- Turner, D. G., , Astronomical Journal, May 1983, 88: 650–654, Bibcode:1983AJ.....88..650T, doi:10.1086/113353.
- Benz, W.; Mayor, M., , Astronomy and Astrophysics, July 1982, 111: 224–228, Bibcode:1982A&A...111..224B.
- Davis, C. G.;  et al, , Astrophysical Journal, June 1981, 246: 914–918, Bibcode:1981ApJ...246..914D, doi:10.1086/158984.
- Abt, H. A., , Publications of the Astronomical Society of the Pacific, June 1978, 90: 309–311, Bibcode:1978PASP...90..309A, S2CID 120199788, doi:10.1086/130332 .
- Masani, A.;  et al, , Information Bulletin on Variable Stars, February 1968, 258: 1, Bibcode:1968IBVS..258....1M.
- Masani, A.;  et al, , Information Bulletin on Variable Stars, October 1966, 162: 1, Bibcode:1966IBVS..162....1M.
- Duncan, J. C., , Astrophysical Journal, January 1921, 53: 95–98, Bibcode:1921ApJ....53...95D, doi:10.1086/142585.